# 크레이그 비지오
크레이그 앨런 비지오(Craig Alan Biggio, 1965년 12월 14일 ~ )는 전 미국의 야구 선수이다. 2루수와 포수로 메이저 리그 베이스볼 (MLB) 팀 휴스턴 애스트로스에서만 뛰며 애스트로스의 전설적인 선수로 남았다. 7회 내셔널 리그 (NL) 올스타, 4회 골드글러브 수상, 5회 실버 슬러거 상을 수상했다. 제프 베그웰과 랜스 버크먼과 함께 휴스턴의 "킬러 B"로 유명했다. 그의 아들인 캐번 비지오 또한 토론토 블루제이스에서 야구선수로 활동 중이다.